# Dealu Secării
Dealu Secării – wieś w Rumunii, w okręgu Vaslui, w gminie Poienești. W 2011 roku liczyła 6 mieszkańców.